# Mecistoptera nocturna
Mecistoptera nocturna är en fjärilsart som beskrevs av Turner. Mecistoptera nocturna ingår i släktet Mecistoptera och familjen nattflyn. Inga underarter finns listade i Catalogue of Life.